# Can Korkmaz
Can Korkmaz (Şişli, 21 ottobre 1992) è un cestista turco.

## Palmarès
- Campionato turco: 1

Galatasaray: 2012-13